# Autoroute 18 (Québec)
L'Autoroute 18 (ou A-18)  est un ancien projet routier visant la construction d'une autoroute reliant Victoriaville, Princeville et Plessisville, au Québec (Canada). Projetée dans les années 1970, la voie rapide devait relier les autoroutes 55 et 65 dans l'axe des routes 122 et 116.